# ゾンビーバー
『ゾンビーバー』（原題：Zombeavers）は、アメリカ合衆国のホラー映画である。
本作は、ゾンビ化したビーバー（以下：ゾンビーバー）に振り回される若者を主題としており、ゾンビーバーに噛まれた人間は、前歯が大きく発達するといった描写がなされている。
キャッチコピー
- 原語版：You'll all be dammed!
- 日本語版：人間いじめるのちょ～楽し～！

## あらすじ
1台のトラックが田舎道を走っている最中に、積荷の汚染物質の入ったドラム缶が川に落ち流れ出すが、ドライバーは気づかず走り去ってしまう。大学生のメアリー、ゾーイ、ジェンの3人はバカンスで湖畔のロッジに来ている。昼は湖で遊び、夜になると恋人のサムとトミー、バックが現れ一緒に泊まる事にした。一方、川は先の汚染物質によってビーバーがゾンビ化し、6人のいる湖までやってきてしまう。6人は何とか撃退し、翌日も湖で遊んでいると、ゾンビーバーの大群に襲われてしまう。6人は何とか逃げ出そうとするが次々とゾンビーバーの犠牲となっていく。

## キャスト
| 役名             | 俳優                      | 日本語吹替 |
| ---------------- | ------------------------- | ---------- |
| メアリー         | レイチェル・メルヴィン    | みさお     |
| ゾーイ           | コートニー・パーム        | 平田由季   |
| ジェン           | レクシー・アトキンズ      | 岡本瑠美   |
| サム             | ハッチ・ダーノ            | 折田潤     |
| トミー           | ジェイク・ウィアリー      | 野間田一勝 |
| バック           | ピーター・ギルロイ        | 小川祥平   |
| スミス           | レックス・リン            | 村上裕哉   |
| トラッカー       | ロバート・R・シェイファー | -          |
| ルーク           | ジョン・メイヤー          | -          |
| ゾンビーバー(声) | フレッド・タタショア      | -          |

## 製作
ジョーダン・ルービンは日本のメディア「ホラー通信」のレイナスとのインタビューの中で、ホラー映画を撮りたいと考え、パートナーの脚本家2人と話し合い、2つの言葉を組み合わせた作品を作ることに思い立ったと明かしている。タイトルにあるビーバーは齧歯目のビーバーであると同時に、性的な意味を持たせるためにつけられた。
2012年、アル・キャプラン、ジョン・キャプラン、ジョーダン・ルービンの3人は、本作のスクリプトの作成に取り掛かった。ルービンは、様々なホラー映画やBBCの自然番組、およびソーシャルメディアの投稿を組み合わせた概念実証用のイメージ映像を作成し、 BenderSpinkと Armory Filmsに提出した。映像を見たこの2社は資金提供を合意し、すぐさまプリプロダクションに移った。
本作に登場するビーバーたちはパペットであり、パペットの制作はクリーチャーエフェクトが担当した 。CGではなくパペットを採用した理由について、ルービンは「ガジェット通信」とのインタビューの中で「CGのない時代のホラー映画へのリスペクトであると同時に、本物にこだわるクリストファー・ノーランに影響を受けた」と話している。
本作には、コートニー・パーム、	レイチェル・メルヴィン、レクシー・アトキンズ、そして俳優・コメディアンのビル・バーらが出演した。
主要撮影は21日間にわたり、低予算でカリフォルニア州サンタクラリタのディズニー・ゴールデン・オークランチにて行われた 。

## 反響

### 劇場公開前の反響
2014年2月6日、Epic Pictures Groupから最初の公式予告編が公開されるや否やインターネット中で話題となり、1週間で再生回数が100万回を突破した。

### 劇場公開後の反響
日本では、2015年7月に単館レイトショーで公開されたものの、評判が評判を呼び、最終的には全国の劇場で上映されるに至った。